# 柳町 (川崎市)
柳町（やなぎちょう）は神奈川県川崎市幸区の町名。丁目の設定がない単独町名。住居表示未実施。面積は28.8 haである。

## 地理
幸区の南端に位置し、南武線の線路を概ね南端に、川崎駅西口通りを北端としている。一帯は東京電力の川崎変電所とキヤノン川崎事業所が約2/3を占め、住宅地は北側にのみ存在している。
柳町は北端で南幸町と、東端で大宮町と、南端で川崎区の日進町・堤根と、南西端で横浜市鶴見区の尻手と接する（特記のない町域は川崎市幸区所属）。

## 歴史
当地は、大正時代まで水田が広がっていたほか、もともと多摩川の氾濫原にあたり、尻手駅に近い側は低湿地であったが、1936年（昭和11年）には東芝の柳町事業所が操業を開始している。そして、2003年（平成15年）時点では同所で郵便物宛名自動読取区分機や自動改札機、電力量計などを製造していたが、同年に事業所の土地がキヤノンに売却され、事業所の機能は2005年までに小向地区などへ移管された。キヤノンでは、同所に川崎事業所を設置し、生産技術の拠点として活用している。

### 地名の由来
当地の小川べりに生えていた柳に由来すると考えられている。

### 沿革
- 1933年（昭和8年）- 耕地整理により、柳町が設置される。
- 1936年（昭和11年）- 東芝の柳町工場が操業を開始[8]。
- 1972年（昭和47年）- 川崎市が政令指定都市に移行。川崎市幸区柳町となる。
- 2005年（平成17年）- 東芝の柳町事業場が閉鎖となる。

### 旧字名
1933年（昭和8年）の耕地整理で、南河原字戊大宮耕地・字辛荻場耕地、砂子字南河原耕地などの一部をもって柳町が設置された。

## 世帯数と人口
2025年（令和7年）6月30日現在（川崎市発表）の世帯数と人口は以下の通りである。
| 町丁 | 世帯数    | 人口    |
| ---- | --------- | ------- |
| 柳町 | 1,608世帯 | 2,551人 |

### 人口の変遷
国勢調査による人口の推移。
| 年                 | 人口  |
| ------------------ | ----- |
| 1995年（平成7年）  | 1,775 |
| 2000年（平成12年） | 1,715 |
| 2005年（平成17年） | 1,943 |
| 2010年（平成22年） | 1,915 |
| 2015年（平成27年） | 2,099 |
| 2020年（令和2年）  | 2,466 |

### 世帯数の変遷
国勢調査による世帯数の推移。
| 年                 | 世帯数 |
| ------------------ | ------ |
| 1995年（平成7年）  | 911    |
| 2000年（平成12年） | 936    |
| 2005年（平成17年） | 1,064  |
| 2010年（平成22年） | 1,129  |
| 2015年（平成27年） | 1,332  |
| 2020年（令和2年）  | 1,438  |

## 学区
市立小・中学校に通う場合、学区は以下の通りとなる（2025年4月時点）。
| 番地 | 小学校               | 中学校               |
| ---- | -------------------- | -------------------- |
| 全域 | 川崎市立南河原小学校 | 川崎市立南河原中学校 |

## 事業所
2021年（令和3年）現在の経済センサス調査による事業所数と従業員数は以下の通りである。
| 町丁 | 事業所数 | 従業員数 |
| ---- | -------- | -------- |
| 柳町 | 73事業所 | 1,927人  |

### 事業者数の変遷
経済センサスによる事業所数の推移。
| 年                 | 事業者数 |
| ------------------ | -------- |
| 2016年（平成28年） | 73       |
| 2021年（令和3年）  | 73       |

### 従業員数の変遷
経済センサスによる従業員数の推移。
| 年                 | 従業員数 |
| ------------------ | -------- |
| 2016年（平成28年） | 5,264    |
| 2021年（令和3年）  | 1,927    |

## 交通

### 鉄道
東日本旅客鉄道（JR東日本）の南武線が当地の南部を通り、尻手駅が近隣に所在するほか、川崎駅の西口通りが当地の北端を通っている。

### 路線バス
川崎鶴見臨港バス（臨港バス）が、当地の北端にあたる西口通りを経由して多数のバスを運行している。なお、市電通りに「柳町」というバス停があるが、ここを経由するバスは極めて少なく平日早朝の1本のみである。

### 道路
市電通りと西口通りが当地を通っているが、このうち川崎駅東口方面 - （市電通り）- 南幸町2丁目交差点 - （西口通り）- 尻手駅方面が神奈川県道140号川崎町田線に指定されている。また、第二京浜国道（国道1号）が当地の北部をかすめている。

## 施設
- 東京電力川崎変電所
- キヤノン川崎事業所

## その他

### 日本郵便
- 郵便番号 : 212-0015[3]（集配局 : 川崎港郵便局[23]）

### 警察
町内の警察の管轄区域は以下の通りである。
| 番・番地等 | 警察署   | 交番・駐在所   |
| ---------- | -------- | -------------- |
| 全域       | 幸警察署 | 川崎駅西口交番 |